# Krišovská Liesková
Krišovská Liesková este o comună slovacă, aflată în districtul Michalovce din regiunea Košice. Localitatea se află la altitudinea de 102 m deasupra n.m., se întinde pe o suprafață de 15,4 km2 și în 2017 număra 930 de locuitori.

## Istoric
Localitatea Krišovská Liesková este atestată documentar din 1321.

## Demografie
| An:                | 1994 | 2004   | 2014   | 2024   |
| ------------------ | ---- | ------ | ------ | ------ |
| Număr de persoane: | 818  | 877    | 930    | 942    |
| Diferență:         |      | +7,21% | +6,04% | +1,29% |

| An:                | 2023 | 2024   |
| ------------------ | ---- | ------ |
| Număr de persoane: | 936  | 942    |
| Diferență:         |      | +0,64% |